# Pardosa tatarica saturiator
Pardosa tatarica là một phân loài nhện trong họ Lycosidae.
Loài này thuộc chi Pardosa. Pardosa tatarica saturiator được Lodovico di Caporiacco miêu tả năm 1948.